# Bray-Dunes
Cet article possède un paronyme, voir Bredene.
Pour les articles homonymes, voir Bray.
Bray-Dunes est une commune française située dans le département du Nord, en région Hauts-de-France. Elle possède la particularité d'être la commune la plus septentrionale de France, outre-mer inclus.

## Géographie

### Localisation
Située au bord de la mer du Nord, à la frontière avec la Belgique, la commune se trouve entre la métropole de Dunkerque à 15 kilomètres à l'ouest et la petite ville de La Panne (Belgique) à l'est, à 10 kilomètres par la route mais un peu plus de 2 kilomètres par la plage.
Bray-Dunes est la commune la plus septentrionale de la France, métropole et Outre-Mer inclus. Le nom du collège Septentrion fait référence à cette particularité. Elle se trouve à 967 km à vol d'oiseau de Lamanère, la commune la plus dans le sud de la France métropolitaine et donc, Bray-Dunes est plus proche de la côte sud de la Norvège (820 km à Lindesnes) que de Lamanère. C'est aussi une des  communes françaises métropolitaines les plus proches des Pays-Bas (Hollande), à seulement 60,0 km à vol d'oiseau de la frontière néerlandaise (L'Écluse). Halluin est encore plus proche avec seulement 54 km jusqu'à Eede aux Pays-bas.

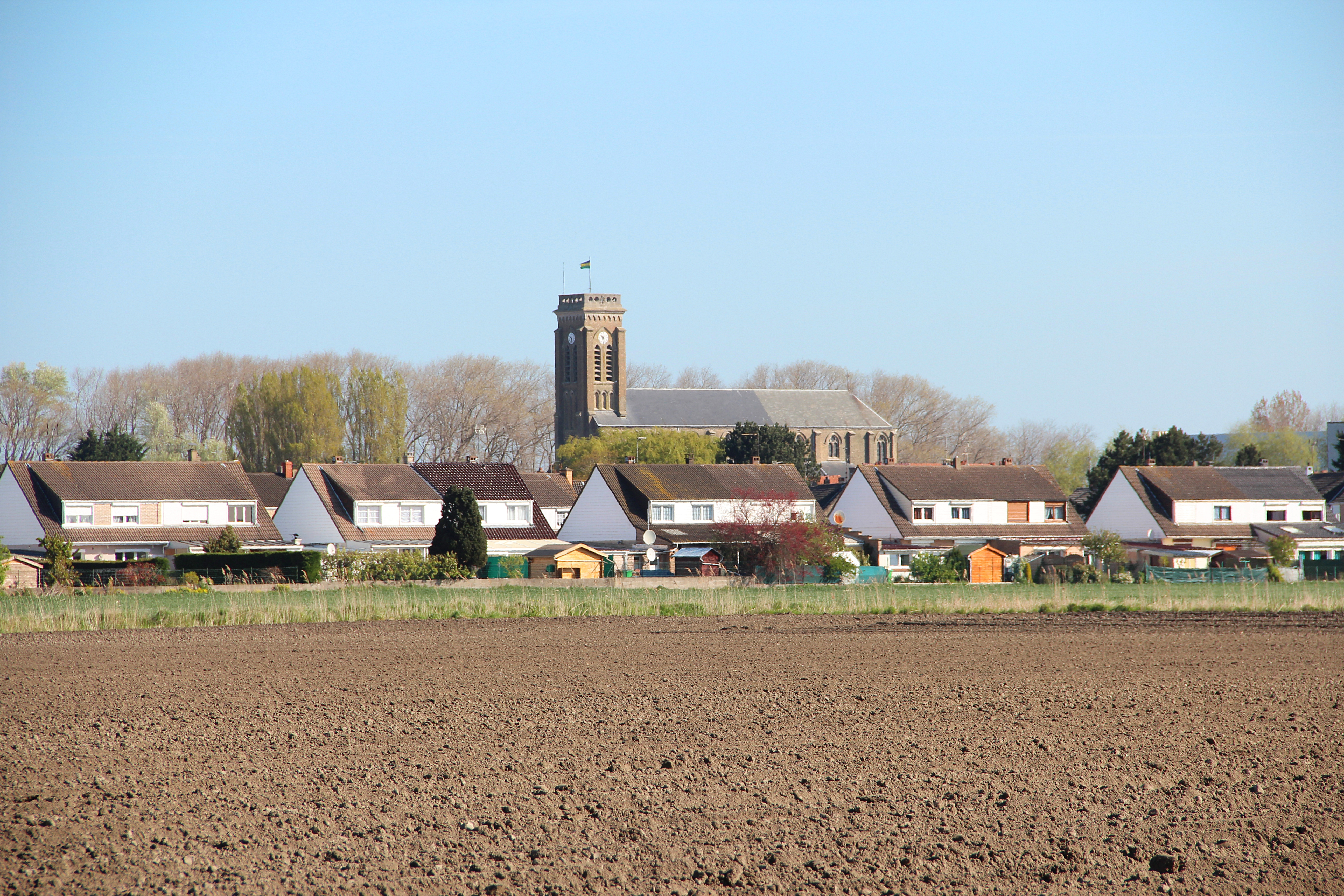
Partie ancienne de la commune.

Bray-Dunes est limitrophe des communes suivantes :

### Géologie et relief
On y trouve une partie de la dune Marchand ainsi que les dunes du Perroquet.

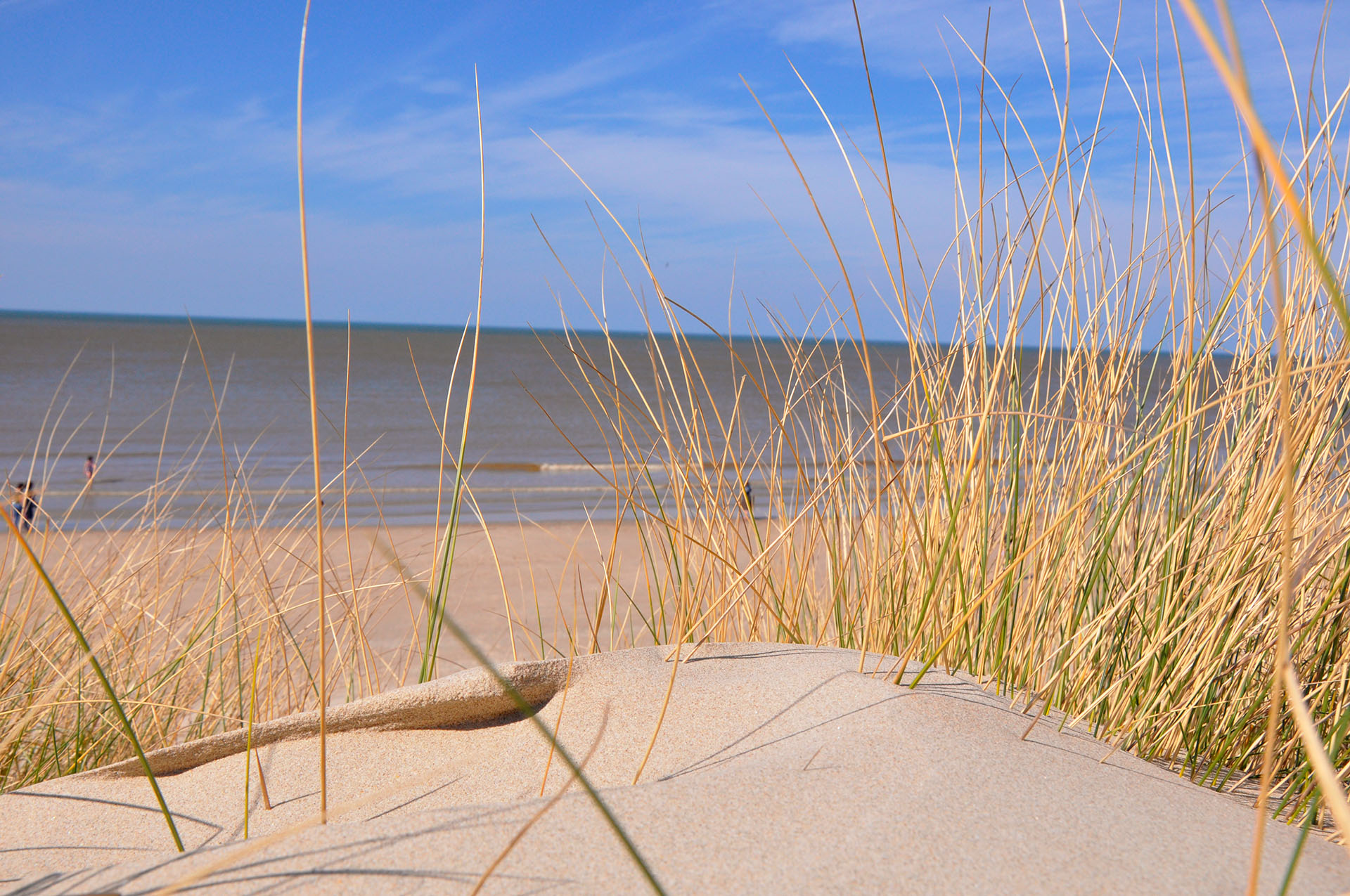
Plage de Bray-Dunes dans le Nord

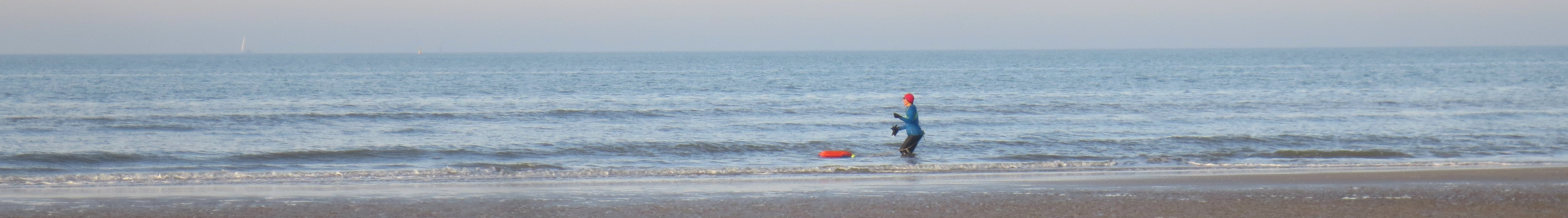
Bray-Dunes

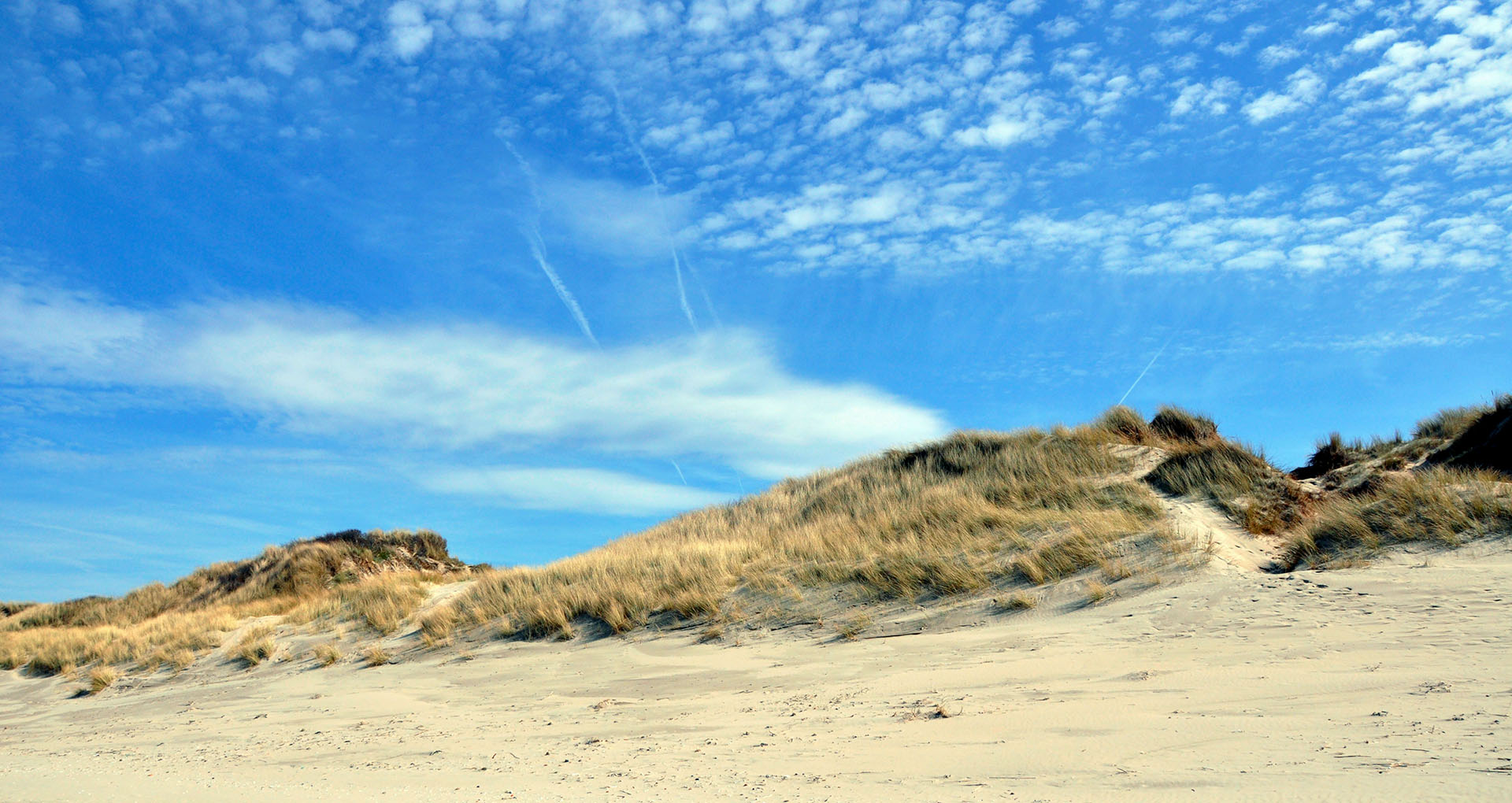
Plage de Bray-Dunes dans le Nord
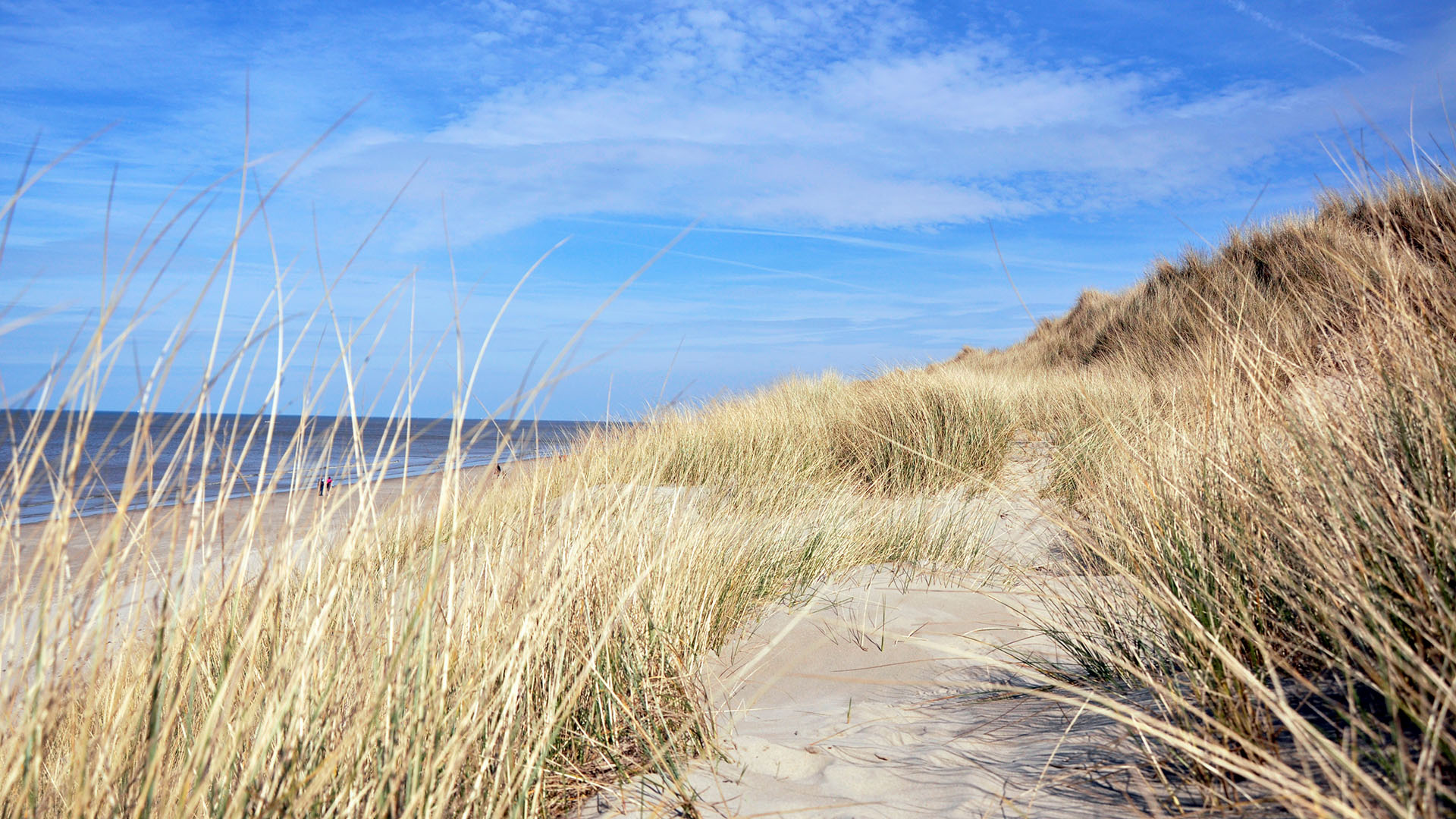
Plage de Bray-Dunes dans le Nord

### Hydrographie

#### Réseau hydrographique
La commune est située dans le bassin Artois-Picardie. Elle est drainée par le canal Nieuport-Dunkerque, le fossé de séparation et divers autres petits cours d'eau,.
Le canal Nieuport-Dunkerque est un canal, chenal et un cours d'eau naturel qui relie Furnes, en Belgique, à Dunkerque. 

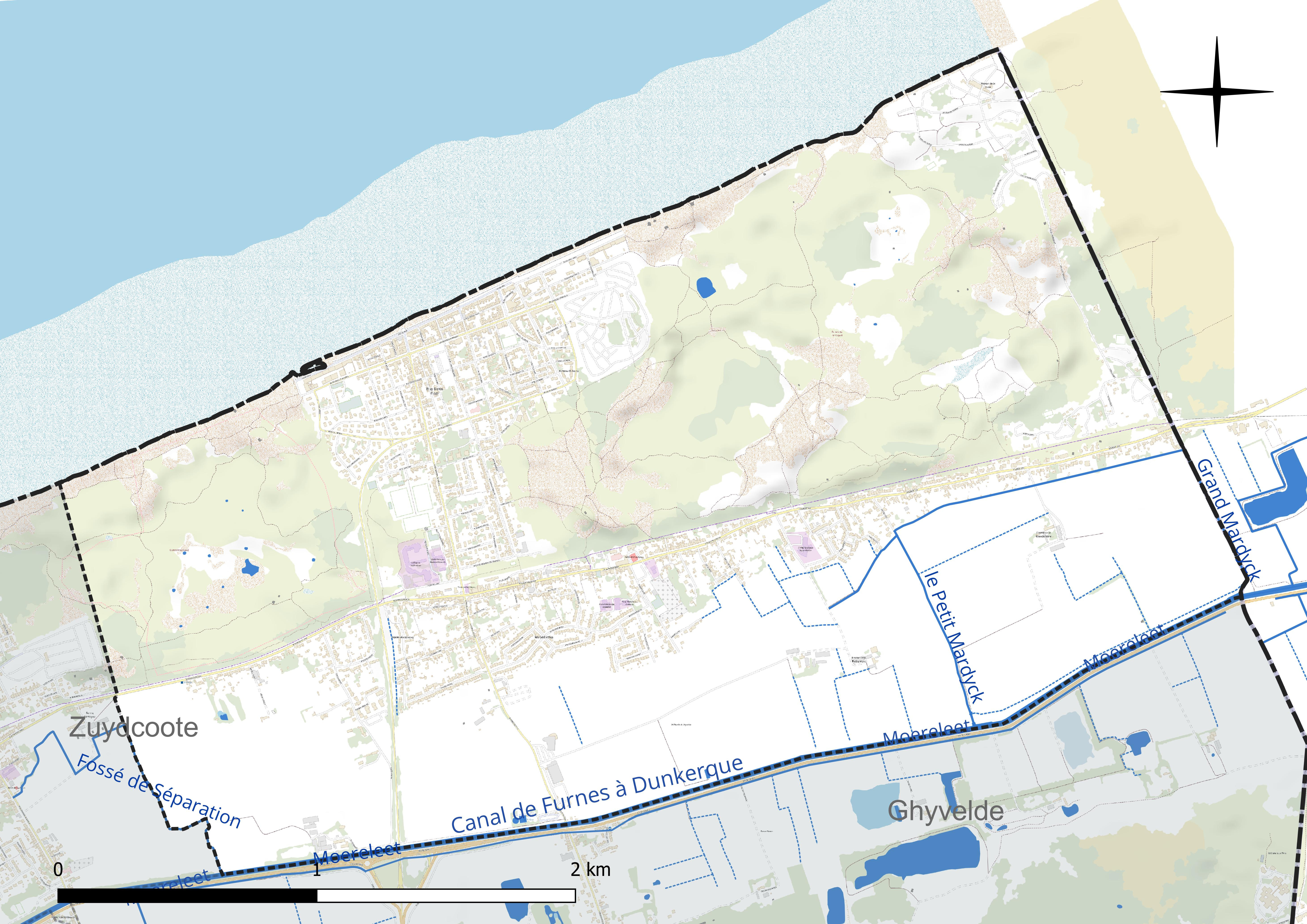
Réseau hydrographique de Bray-Dunes.

#### Gestion et qualité des eaux
Le territoire communal est couvert par le schéma d'aménagement et de gestion des eaux (SAGE) « Delta de l'Aa ». Ce document de planification concerne un territoire de 1 208 km2 de superficie, délimité par le bassin versant de l'Aa. Le périmètre a été arrêté le 18 août 2000 et le SAGE proprement dit a été approuvé le 15 mars 2010. La structure porteuse de l'élaboration et de la mise en œuvre est l'Institution intercommunale des Wateringues. 
La qualité des cours d'eau peut être consultée sur un site dédié géré par les agences de l'eau et l'Agence française pour la biodiversité. 

### Climat
Pour des articles plus généraux, voir Climat des Hauts-de-France et Climat du Nord.
En 2010, le climat de la commune est de type climat océanique altéré, selon une étude du CNRS s'appuyant sur une série de données couvrant la période 1971-2000. En 2020, Météo-France publie une typologie des climats de la France métropolitaine dans laquelle la commune est exposée à un climat océanique et se trouve dans la région climatique  Côtes de la Manche orientale, caractérisée par un faible ensoleillement (1 550 h/an) ; forte humidité de l'air (plus de 20 h/jour avec humidité relative > 80 % en hiver), vents forts fréquents. 
Pour la période 1971-2000, la température annuelle moyenne est de 10,8 °C, avec une amplitude thermique annuelle de 13,7 °C. Le cumul annuel moyen de précipitations est de 696 mm, avec 12,4 jours de précipitations en janvier et 8 jours en juillet. Pour la période 1991-2020, la température moyenne annuelle observée sur la station météorologique la plus proche, située sur la commune de Dunkerque à 11 km à vol d'oiseau, est de 11,7 °C et le cumul annuel moyen de précipitations est de 690,8 mm,. Pour l'avenir, les paramètres climatiques de la commune estimés pour 2050 selon différents scénarios d'émission de gaz à effet de serre sont consultables sur un site dédié publié par Météo-France en novembre 2022.

### Paysages
Pour un article plus général, voir Paysage en France.
La commune s'inscrit dans les « paysages des dunes de la mer du Nord » tels qu’ils sont définis dans l’atlas de paysages de la région Nord-Pas-de-Calais, conçu par la direction régionale de l'Environnement, de l'Aménagement et du Logement (DREAL),. 
Ces paysages concernent 23 communes du Nord et du Pas-de-Calais avec trois pôles d’attraction que sont Calais à l'ouest et Dunkerque à l’est et, dans une moindre mesure, Gravelines au centre où se trouve le delta du fleuve côtier l’Aa. On y distingue trois parallèles : la frange côtière avec son cordon dunaire ; l'ancienne route nationale 1 et l'Autoroute A16.
Ces paysages sont composés d’un cordon dunaire de 60 km typique des paysages nordiques et que l’on retrouve aux Pays-Bas et en Belgique. Ce cordon littoral datant du VIIIe siècle s’est constitué durant la dernière transgression marine et joue un rôle de digue en protégeant la plaine maritime de l’invasion de la mer. Sa taille n’excède pas, en largeur, quelques centaines de mètres et, en hauteur, une dizaine de mètres.
Une particularité de ces paysages est la présence de moëre (marais en flamand), point le plus bas du territoire français, avec une altitude de - 4 m. Leur assèchement est entrepris dès 1619 par 23 moulins à vent qui vont pomper l’eau et l’acheminer vers la mer par des watringues. Ces polders, terres gagnées sur la mer,  ainsi constitués sont les plus anciens de l’Europe du Nord.
Les cultures ne représentent que 35 % de ces paysages des dunes de la mer du Nord.
Concernant l'activité humaine, à l’ouest de ces paysages se trouve : la région de Calais, avec le tunnel sous la Manche et l'activité portuaire de Calais tournée vers l’Angleterre ; à l’est, la zone urbaine de Dunkerque et ses installations portuaires et, au centre, la zone de Gravelines avec son port de plaisance et sa centrale nucléaire. 
Sur le plan de la biodiversité, on y observe de nombreux déplacements d’oiseaux marins, côtiers ou terrestres ainsi que des phoques veau-marin installés sur les bancs de sable.

## Urbanisme

### Typologie
Au 1er janvier 2024, Bray-Dunes est catégorisée petite ville, selon la nouvelle grille communale de densité à sept niveaux définie par l'Insee en 2022.
Elle appartient à l'unité urbaine de Bray-Dunes, une agglomération intra-départementale regroupant trois  communes, dont elle est ville-centre,,. Par ailleurs, la commune fait partie de l'aire d'attraction de Dunkerque, dont elle est une commune de la couronne,. Cette aire, qui regroupe 66 communes, est catégorisée dans les aires de 200 000 à moins de 700 000 habitants,.
La commune, bordée par la mer du Nord, est également une commune littorale au sens de la loi du 3 janvier 1986, dite loi littoral. Des dispositions spécifiques d'urbanisme s'y appliquent dès lors afin de préserver les espaces naturels, les sites, les paysages et l'équilibre écologique du littoral, tel le principe d'inconstructibilité, en dehors des espaces urbanisés, sur la bande littorale des 100 mètres, ou plus si le plan local d'urbanisme le prévoit.

### Occupation des sols
L'occupation des sols de la commune, telle qu'elle ressort de la base de données européenne d'occupation biophysique des sols Corine Land Cover (CLC), est marquée par l'importance des forêts et milieux semi-naturels (38,1 % en 2018), en diminution par rapport à 1990 (44,5 %). La répartition détaillée en 2018 est la suivante : 
terres arables (32,9 %), zones urbanisées (26 %), milieux à végétation arbustive et/ou herbacée (23,8 %), espaces ouverts, sans ou avec peu de végétation (14,4 %), espaces verts artificialisés, non agricoles (2,8 %). L'évolution de l'occupation des sols de la commune et de ses infrastructures peut être observée sur les différentes représentations cartographiques du territoire : la carte de Cassini (XVIIIe siècle), la carte d'état-major (1820-1866) et les cartes ou photos aériennes de l'IGN pour la période actuelle (1950 à aujourd'hui).

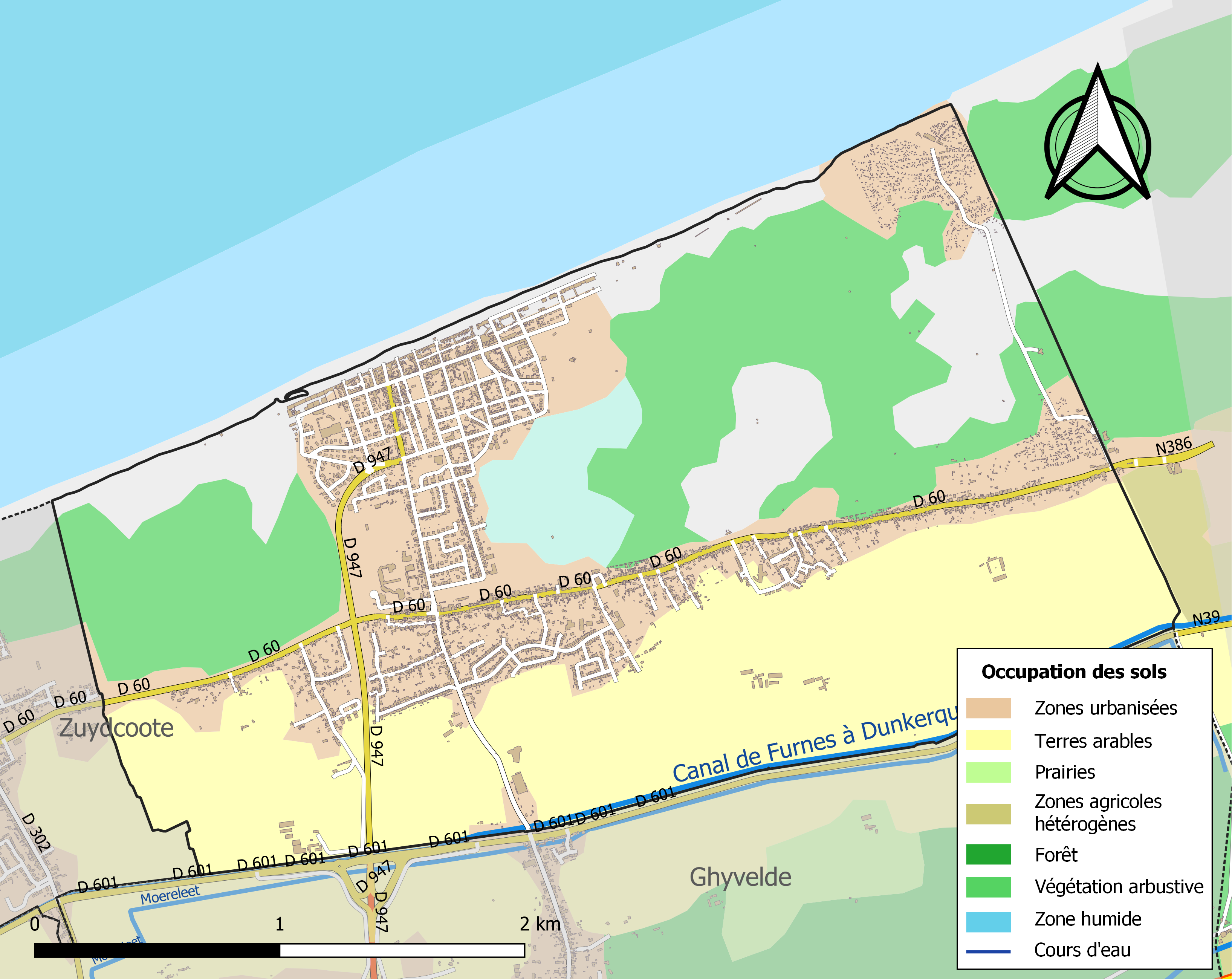
Carte des infrastructures et de l'occupation des sols de la commune en 2018 (CLC).
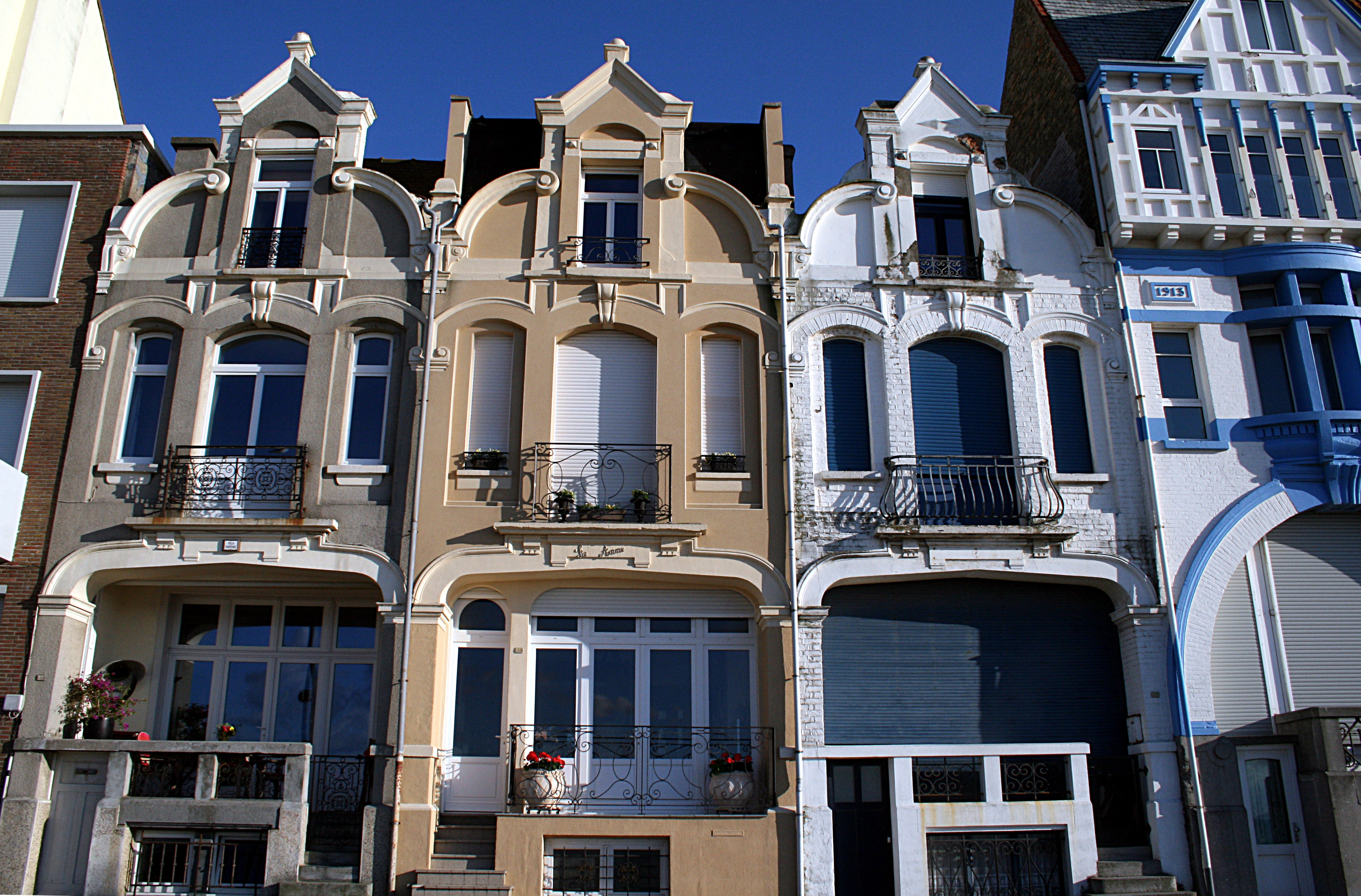
Résidences secondaires de la commune.

### Voies de communication et transports

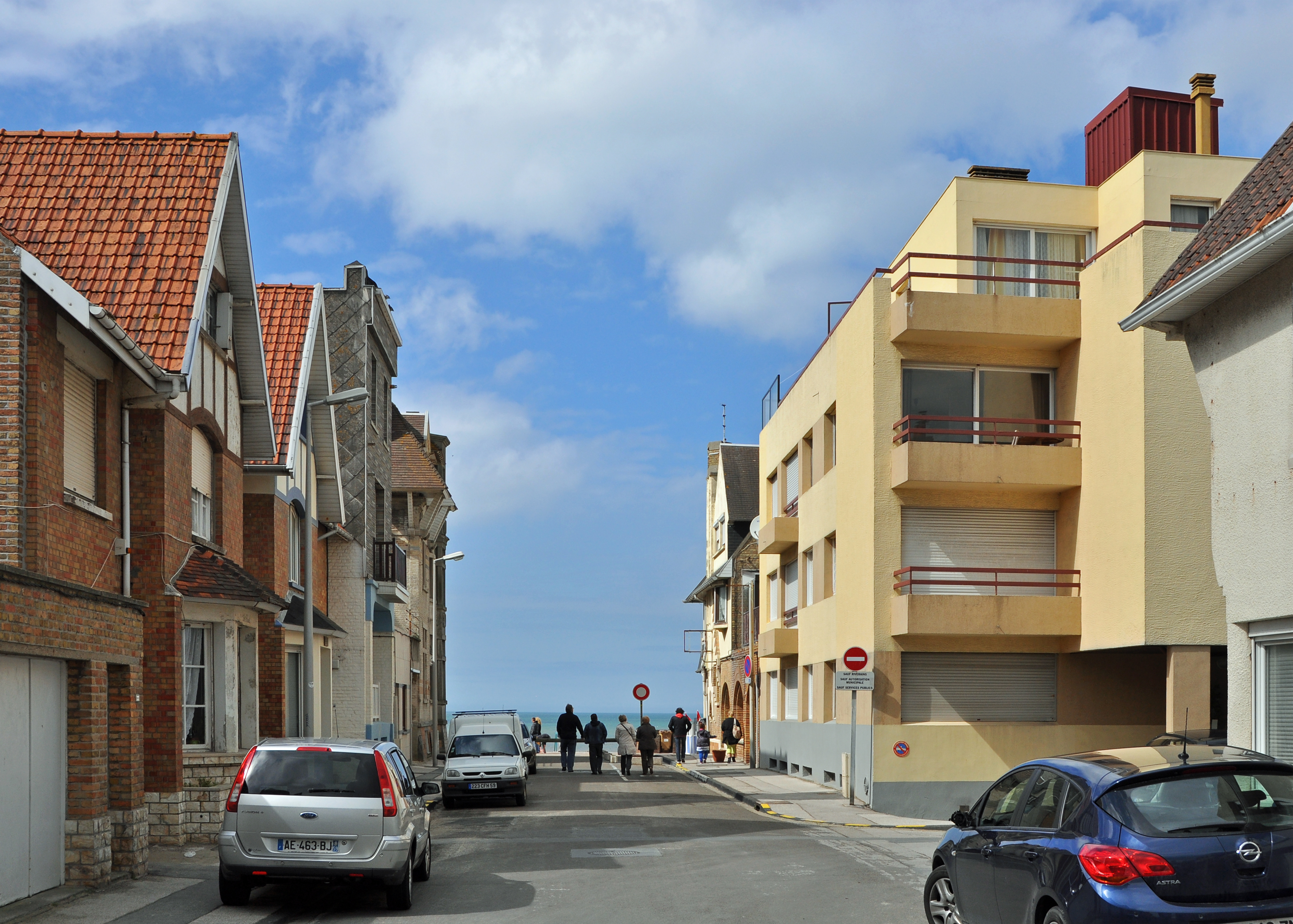
Rue de l'ancienne gare.

Elle est traversée par une route à deux voies qui relie Dunkerque, via Zuydcoote et Leffrinckoucke, à Furnes, via La Panne. Elle se situe à quelques minutes de l'autoroute A16 via Ghyvelde ou la D947.
Bray-Dunes est reliée à Dunkerque et La Panne (Belgique) par la ligne 20 de DK'Bus et à Ghyvelde par la ligne 21.
La commune était desservie par les trains en gare de Bray-Dunes, placée sur l'ancienne voie Dunkerque-Furnes (Ligne de Dunkerque-Locale à Bray-Dunes) et disposait de la gare de Bray-Dunes Plage sur la ligne à voie métrique du Chemin de fer de Hondschoote à Bray-Dunes.

## Toponymie
- Le nom de Bray-Dunes (1883) provient d,Alphonse Bray, son fondateur, suivi d'une référence aux dunes qui entourent la ville.

- Bray-Dunes se nomme Bredene en flamand occidental[22] et Brayduinen en Néerlandais.

## Histoire
À la fin XIXe - début XXe siècle, une ligne de chemin de fer relie Hondschoote à Bray-Dunes via Ghyvelde et Les Moëres. Bray-Dunes avait alors deux gares : la gare de Bray-Dunes et la gare de Bray-Dunes Plage.

Une autre voie de chemin de fer assure la liaison entre Dunkerque et Bray-Dunes, vers la frontière belge et La Panne puis Furnes. Elle passe par les gares de Rosendaël, Leffrinckoucke, Sanatorium-maritime-de-Zuydcoote (halte), Zuydcoote.

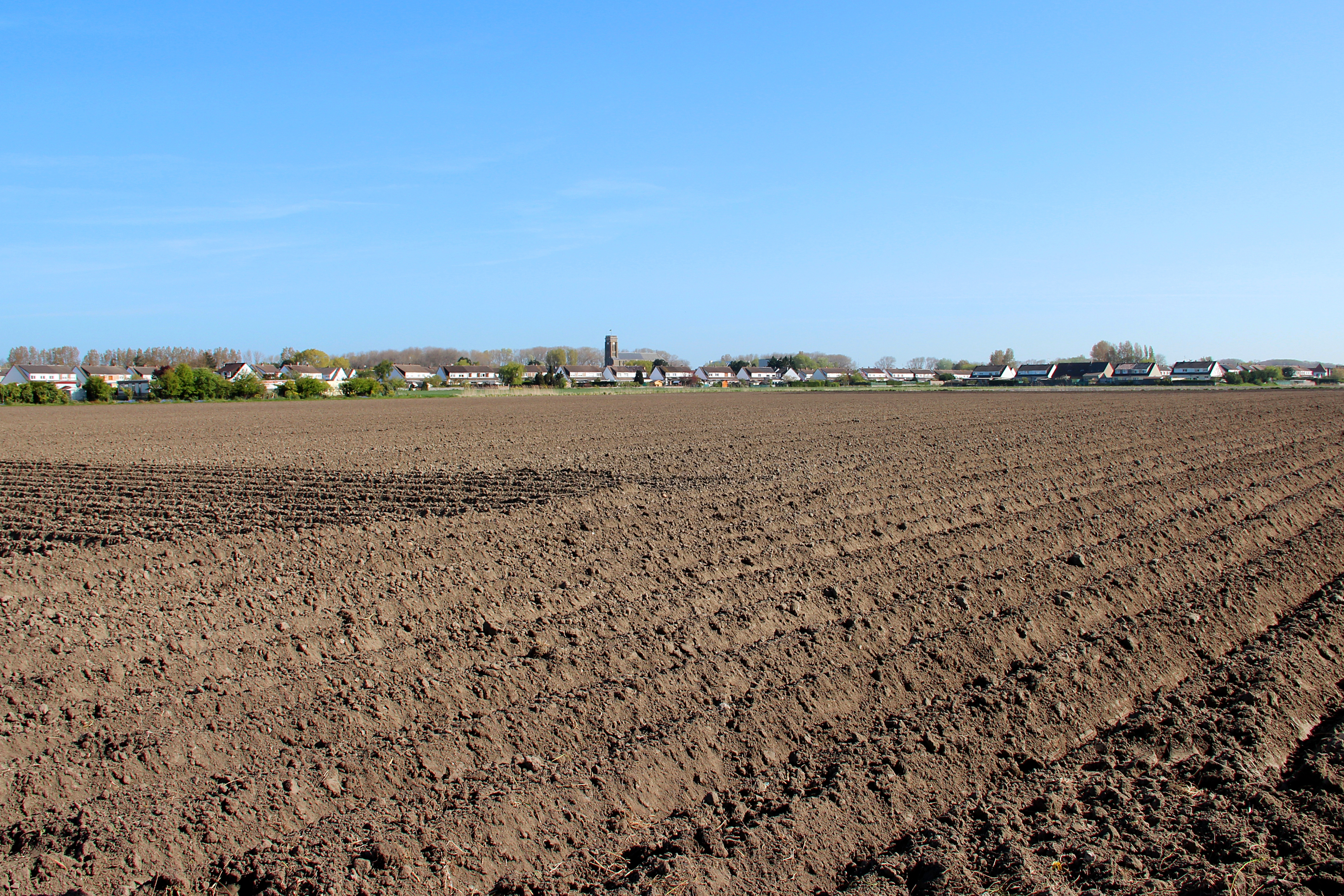
L'ancien hameau côtier.

Fondée le 26 février 1883 par Alphonse Bray, armateur à Dunkerque, Bray-Dunes, à son origine, était un hameau côtier de Ghyvelde de 800 habitants. La ville a pris son nom en hommage aux dons de l'armateur aux habitants, qui ont permis de bâtir l'hospice destiné à accueillir les anciens et les pêcheurs à la côte fatigués, mais aussi une église.

### Première Guerre mondiale
Pendant la Première Guerre mondiale, en 1917-1918, Téteghem est le siège d'un commandement d'étapes, c'est-à-dire un élément de l'armée organisant le stationnement de troupes, comprenant souvent des chevaux, pendant un temps plus ou moins long, sur les communes dépendant du commandement, en arrière du front. Bray-Dunes fait partie des communes concernées et a accueilli des troupes. La ville dépendait également à la même époque du commandement d'étapes de Hondschoote. En juin 1916, un cas de diphtérie est signalé à Bray-Dunes, justifiant la prise de mesures pour éviter la propagation (en mai 1916, deux cas avaient été signalés à Hondschoote).
En début 1917, Bray-Dunes, Ghyvelde, Les Moëres accueillent nombre de troupes belges : infanterie, artillerie, génie...
Le 18 décembre 1917, à 9 heures, un avion allemand a survolé Bray-Dunes et a lancé une bombe à environ 100 mètres de la gare et sur la voie ferrée. Deux rails ont été endommagés mais la circulation de trains n'a pas été interrompue.

### Depuis 1918

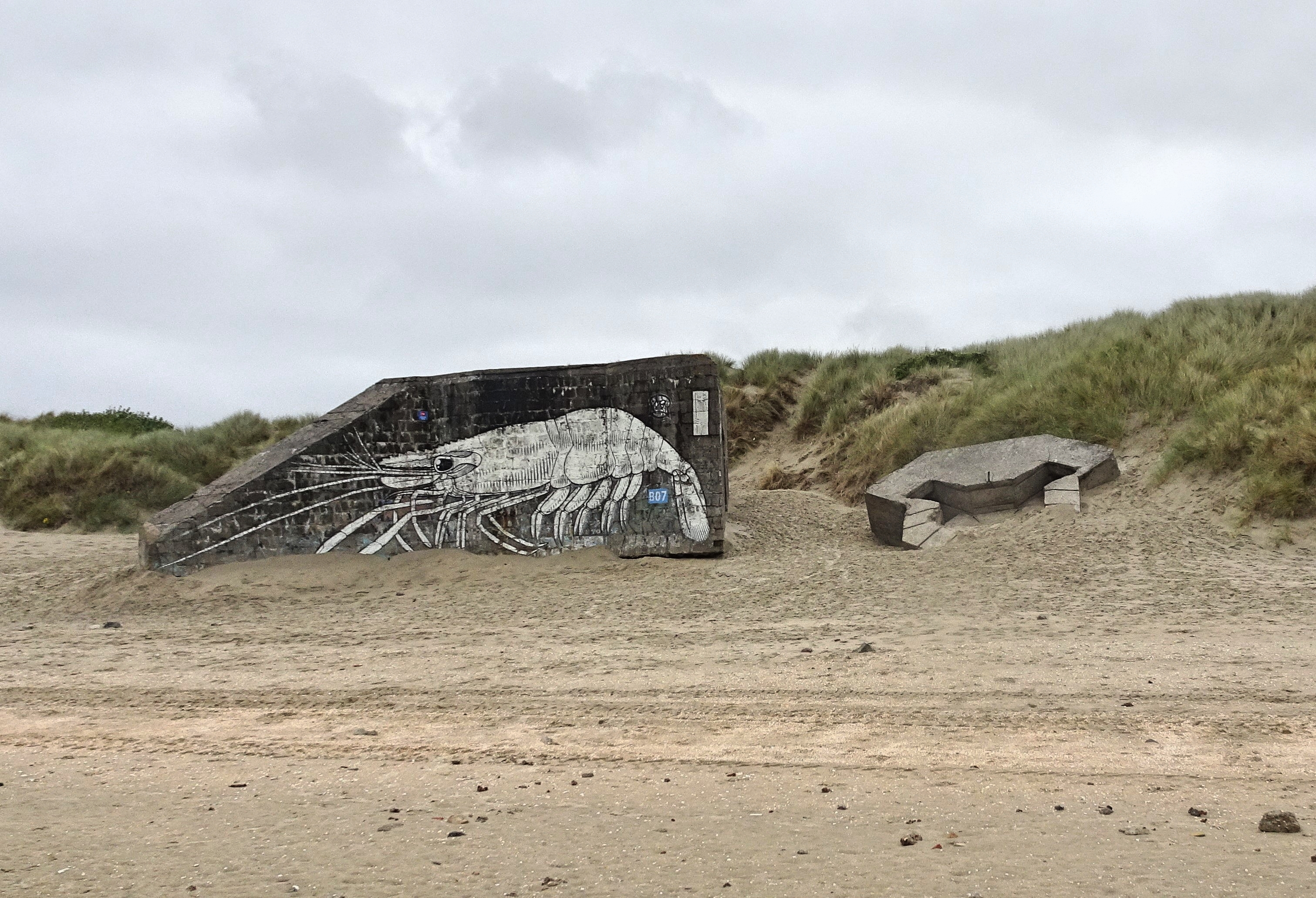
Bray-Dunes Blockhaus matricule B07

Entre les deux guerres mondiales, Bray-Dunes fait partie du dispositif de défense de la France contre une éventuelle attaque allemande : un groupe de 25 blockhaus est construit sur la dune du Perroquet, il s'agit du point le plus septentrional du secteur fortifié des Flandres, (voir cette page pour les détails), lui-même partie intégrante de la ligne Maginot. Les blockhaus sont immatriculés depuis 2018, pour faciliter les repérages, lors des interventions des secouristes.

## Politique et administration

### Situation administrative
Bray-Dunes est membre de la communauté urbaine de Dunkerque (Dunkerque grand littoral).

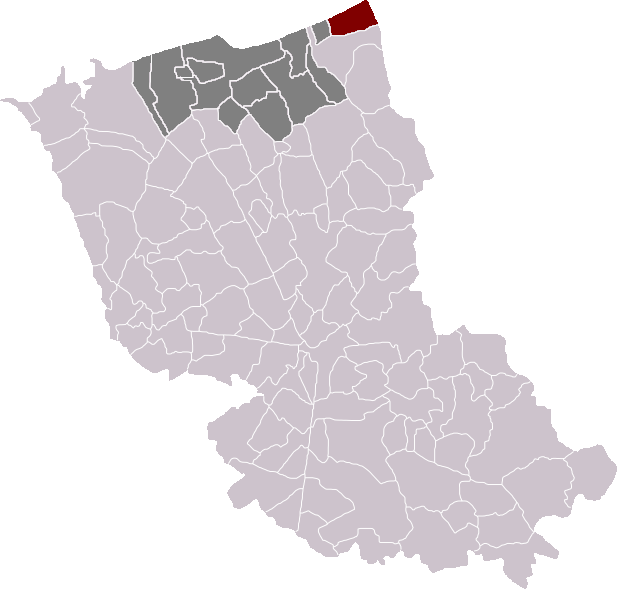
Commune dans l'arrondissement de Dunkerque.

### Tendances politiques
Le premier tour des élections municipales de 2020 se déroule le 15 mars. Le confinement lié à la pandémie de Covid-19 retarde de trois mois la tenue du second tour, qui a lieu le 28 juin. Celui-ci se solde par une quadrangulaire qui débouche sur l'élection de Christine Gilloots.

### Liste des maires
| Période                                  | Période        | Identité                 | Étiquette | Qualité |
| ---------------------------------------- | -------------- | ------------------------ | --------- | --- |
| 1888                                     | 1889           | Pichon                   |           | |
| 1889                                     | 1908           | Wallyn                   |           | |
| 1908                                     |                | Gustave Deswarte         |           | |
| 1935                                     | 1937           | Edmond Vroland-Corneille |           | |
|                                          | 1954           | A. Dewaele               |           | |
| 1954                                     | 1959           | R. Maerten               |           | |
| 1959                                     | 1965           | Michel Bonneville        |           | |
| 9 juillet 1937                           | juillet 1940   | Charles Louis Pichon     |           | |
| 15 juillet 1940                          | septembre 1945 | François Vanhille        |           | Président du comité de Guerre |
| 1er septembre 1945                       | octobre 1945   | Jean-Marie Nowé          |           | Président de la délégation municipale |
| 5 octobre 1945                           | octobre 1947   | Georges Bryckaert        |           | |
| 26 octobre 1947                          | mars 1959      | Albert Dewaele           |           | |
| 22 mars 1959                             | mars 1965      | Raymond Maerten          |           | |
| 21 mars 1965                             | juin 1967      | Marcel Souyris           |           | Instituteur |
| 3 juin 1967                              | mars 1971      | Georgine Biesbrouck      |           | Conseillère communautaire à la communauté urbaine de Dunkerque de 1969 à 1971.                                                                            |
| 27 mars 1971                             | mars 1989      | Gilbert Lobbedey         |           | Conseiller communautaire à la communauté urbaine de Dunkerque de 1971 à 1989 2e Vice-président du Syndicat Intercommunal du Littoral-Est de 1980 à 1989.. |
| 24 mars 1989                             | mars 2014      | Claude Marteel           | PS        | Vice-président de la communauté urbaine de Dunkerque de 1989 à 2014, Président du syndicat intercommunal des Dunes de Flandre de 2005 à 2008.             |
| 5 avril 2014                             | 2020           | Catherine Verlynde       | DVD       | Vice-présidente de la communauté urbaine de Dunkerque depuis 2014.                                                                                        |
| 2020                                     | En cours       | Christine Gilloots       | DVD       | 4e adjoint au maire de Bray-Dunes de 2014 à 2020. |
| Les données manquantes sont à compléter. |                |                          |           | |

### Instances judiciaires et administratives
{{...
La ville de Bray-Dunes possède une déchetterie à proximité du canal de Furnes.}}

### Jumelages
- La Panne (Belgique) depuis 2017[36].

## Population et société

### Démographie

#### Évolution démographique
L'évolution du nombre d'habitants est connue à travers les recensements de la population effectués dans la commune depuis 1886. Pour les communes de moins de 10 000 habitants, une enquête de recensement portant sur toute la population est réalisée tous les cinq ans, les populations de référence des années intermédiaires étant quant à elles estimées par interpolation ou extrapolation. Pour la commune, le premier recensement exhaustif entrant dans le cadre du nouveau dispositif a été réalisé en 2007.

En 2022, la commune comptait 4 284 habitants, en évolution de −5,66 % par rapport à 2016 (Nord : +0,51 %, France hors Mayotte : +2,11 %).
| 1886  | 1891  | 1896  | 1901  | 1906  | 1911  | 1921  | 1926  | 1931  |
| ----- | ----- | ----- | ----- | ----- | ----- | ----- | ----- | ----- |
| 1 177 | 1 347 | 1 504 | 1 576 | 1 795 | 1 941 | 2 178 | 2 130 | 2 350 |

| 1936  | 1946  | 1954  | 1962  | 1968  | 1975  | 1982  | 1990  | 1999  |
| ----- | ----- | ----- | ----- | ----- | ----- | ----- | ----- | ----- |
| 2 550 | 2 116 | 2 791 | 3 718 | 3 673 | 4 765 | 4 777 | 4 755 | 4 557 |

| 2006  | 2007  | 2012  | 2017  | 2022  | - | - | - | - |
| ----- | ----- | ----- | ----- | ----- | - | - | - | - |
| 4 666 | 4 681 | 4 609 | 4 483 | 4 284 | - | - | - | - |

#### Pyramide des âges
La population de la commune est relativement âgée.
En 2018, le taux de personnes d'un âge inférieur à 30 ans s'élève à 30,5 %, soit en dessous de la moyenne départementale (39,5 %). À l'inverse, le taux de personnes d'âge supérieur à 60 ans est de 34,2 % la même année, alors qu'il est de 22,5 % au niveau départemental.
En 2018, la commune comptait 2 113 hommes pour 2 394 femmes, soit un taux de 53,12 % de femmes, légèrement supérieur au taux départemental (51,77 %).
Les pyramides des âges de la commune et du département s'établissent comme suit :
| Hommes | Classe d’âge | Femmes |
| ------ | ------------ | ------ |
| 0,5    | 90 ou +      | 1,5    |
| 7,4    | 75-89 ans    | 11,3   |
| 22,8   | 60-74 ans    | 24,5   |
| 20,9   | 45-59 ans    | 19,2   |
| 15,9   | 30-44 ans    | 14,8   |
| 16,5   | 15-29 ans    | 14,3   |
| 16,0   | 0-14 ans     | 14,4   |

| Hommes | Classe d’âge | Femmes |
| ------ | ------------ | ------ |
| 0,5    | 90 ou +      | 1,4    |
| 5,3    | 75-89 ans    | 8,1    |
| 14,8   | 60-74 ans    | 16,2   |
| 19,1   | 45-59 ans    | 18,4   |
| 19,5   | 30-44 ans    | 18,7   |
| 20,7   | 15-29 ans    | 19,1   |
| 20,2   | 0-14 ans     | 18     |

### Enseignement
Bray-Dunes fait partie de l'académie de Lille et comporte deux écoles maternelles et primaires (écoles Deswarte et des Goélettes) et un collège (collège du Septentrion). Le lycée du secteur est le lycée Auguste Angellier à Dunkerque.

### Sports
Le ministère des sports a décompté 29 équipements sportifs sur le territoire de la commune en 2013.
Elle a terminé deuxième au challenge de la ville la plus sportive de l'Équipe en 2012 (catégorie « ville de moins de 20 000 habitants ») et a remporté le prix du développement durable de ce même concours.
Bray-Dunes accueille depuis 2014 un festival international de cerf-volant durant lequel se déroulent les Championnats de France de Cerf-Volant freestyle.
La plage de Bray-Dunes est par ailleurs reconnue pour sa topographie idéale aux sports aérotractés (Char à voile, Speedsail, kitesurf, char à cerf-volant)

### Cultes

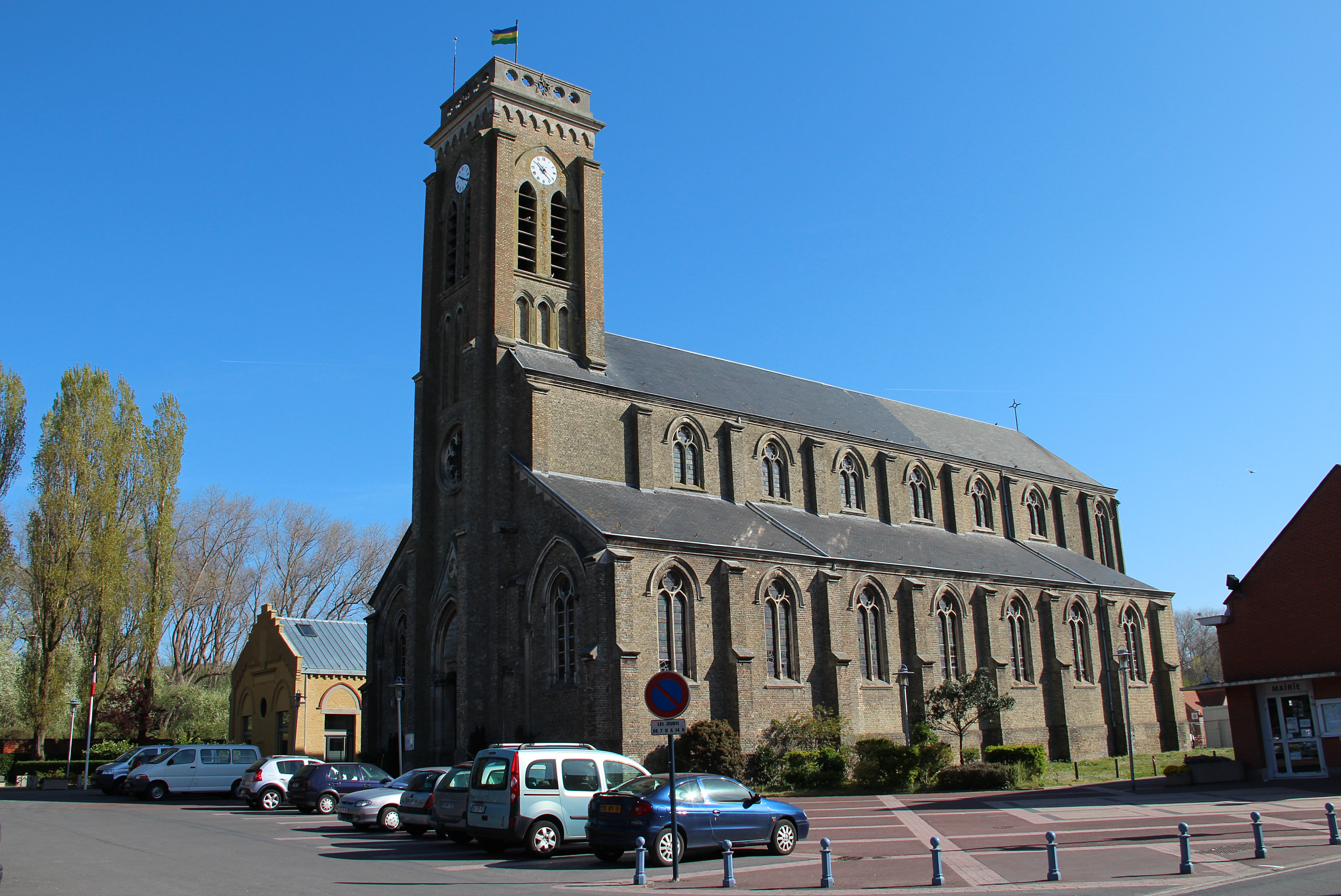
L'église Notre-Dame-des-Dunes.

La commune est desservie par deux églises du culte catholique. L'église du Sacré  Coeur sise, 52, rue du Presbytère est située dans le centre balnéaire et l'église Notre-Dame-des-Dunes, sise 11, place Alphonse Bray s'élève dans la partie ancienne de la commune.
On trouve également de nombreux oratoires et petites chapelles à Bray-Dunes.

### Fêtes communales
La tradition faisait du 4e dimanche de septembre le jour de la fête communale. Une kermesse des marins avait lieu le 3e dimanche de mai.

## Économie
La ville de Bray-Dunes compte deux marchés hebdomadaires :
- un marché classique le jeudi matin
- un marché des traditions et des terroirs le dimanche matin.

### Tourisme

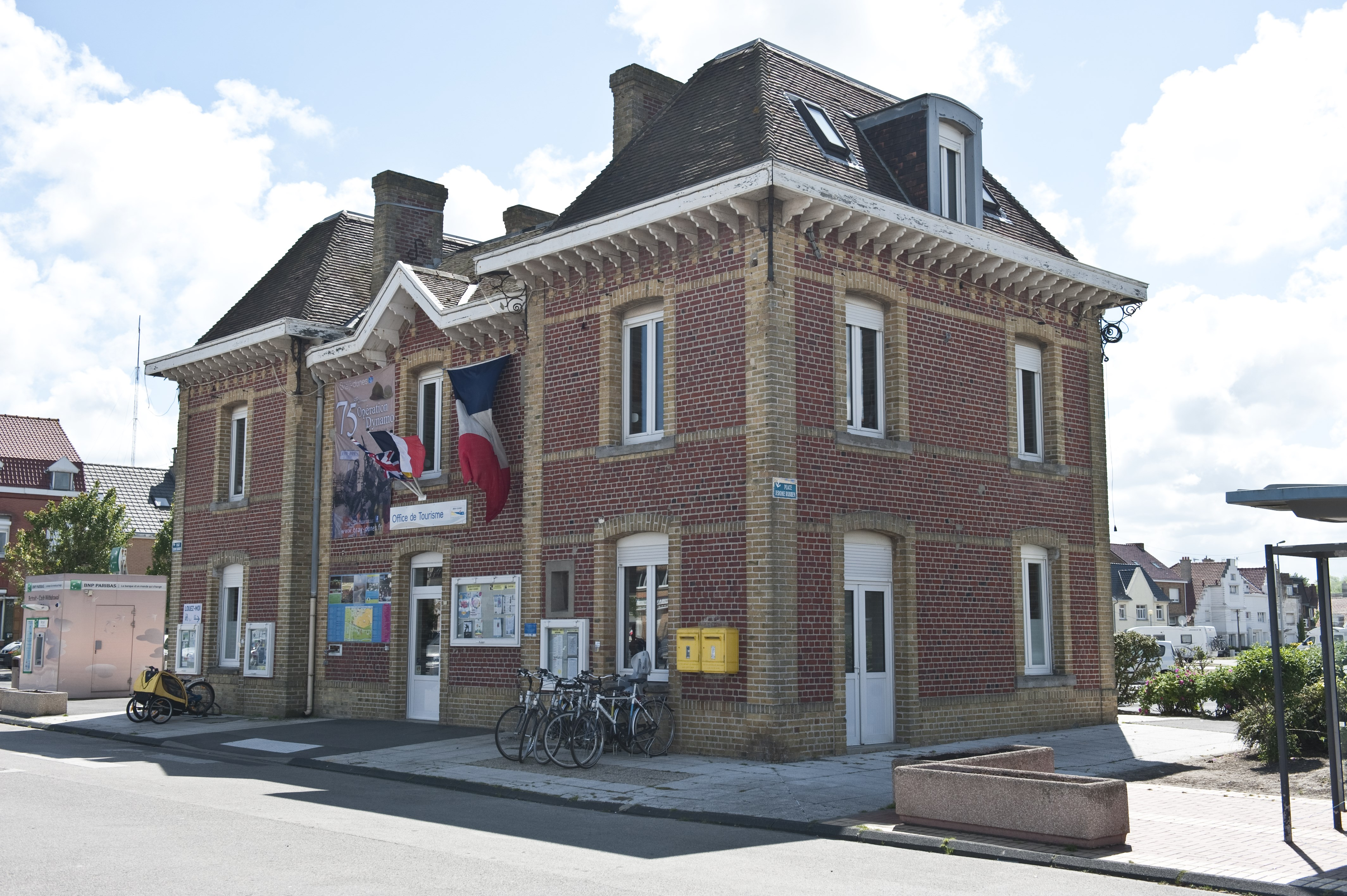
Office de tourisme de Bray-Dunes

La ville de Bray-Dunes est située sur le territoire touristique de Dunkerque Flandre Côte d'Opale.
La ville dispose d'un office de tourisme ouvert à l'année. Un guide à destination des habitants et touristes est édité à 25 000 exemplaires chaque année.
En 2017, près de 10 000 personnes ont sollicité l'office de tourisme ; parmi eux, 55 % de Français, principalement des Hauts-de-France, et 37 % de Belges.
Du fait de sa situation, à moins d'une heure de Lille, Bray-Dunes attire de nombreuses personnes de la métropole lilloise (environ 23 % des visiteurs).
La station balnéaire est réputée familiale grâce aux nombreuses activités qui y sont proposées toute l'année, elle recense une soixantaine de commerces et entreprises indépendantes.
En 1959, pour assurer la sécurité des baigneurs, les Hospitaliers Sauveteurs Bretons installent sur la plage une station de sauvetage équipée d'un zodiac. En 1967, cette station  passe sous la bannière de la SNSM qui fermera cette station dans les années 1990.
La ville a organisé de 1990 à 2013 le Festival des Folklores du Monde, festival de danse, chant et musique réunissant chaque année une dizaine de groupes venus présenter leur culture.
La place de l'office de tourisme est transformée en marché traditionnel durant l'été.
Un circuit pédestre de 5 km permet de découvrir la dune du Perroquet.

#### Hébergements
La ville de Bray-Dunes dispose d'un camping municipal.
D'autres hébergements sont aussi disponibles sur le territoire
- 4 résidences de tourisme
- Camping
- Chambres d'hôtes et gites
- Meublés de tourisme (1, 2 ou 3 Étoiles)

#### Parc d'attractions
Le parc d'attractions Plopsaland De Panne et sa partie parc aquatique Plopsaqua De Panne se situe à 6 km de Bray-Dunes (plus d'1 million de visiteurs)

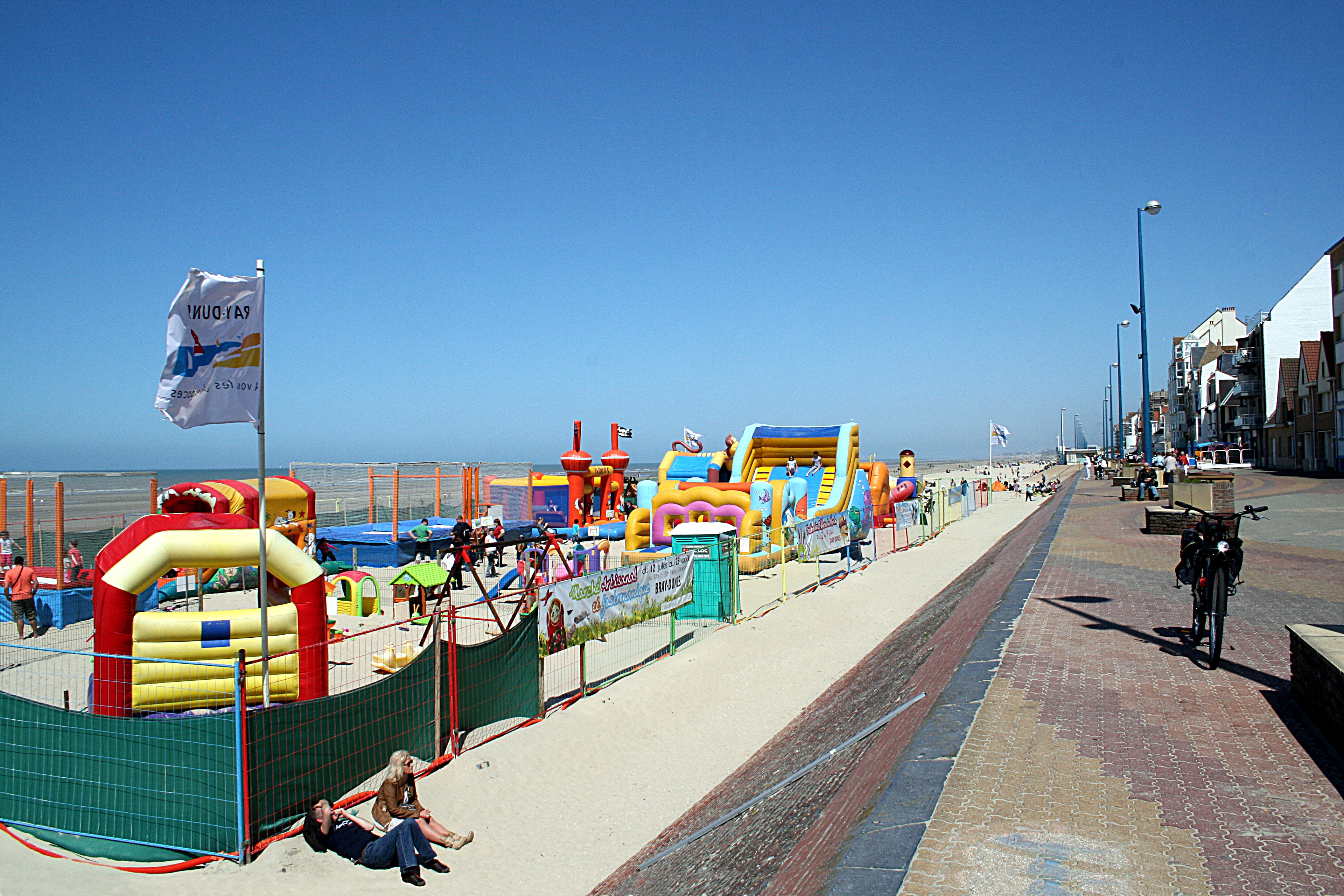
Parc de jeux pour enfants.
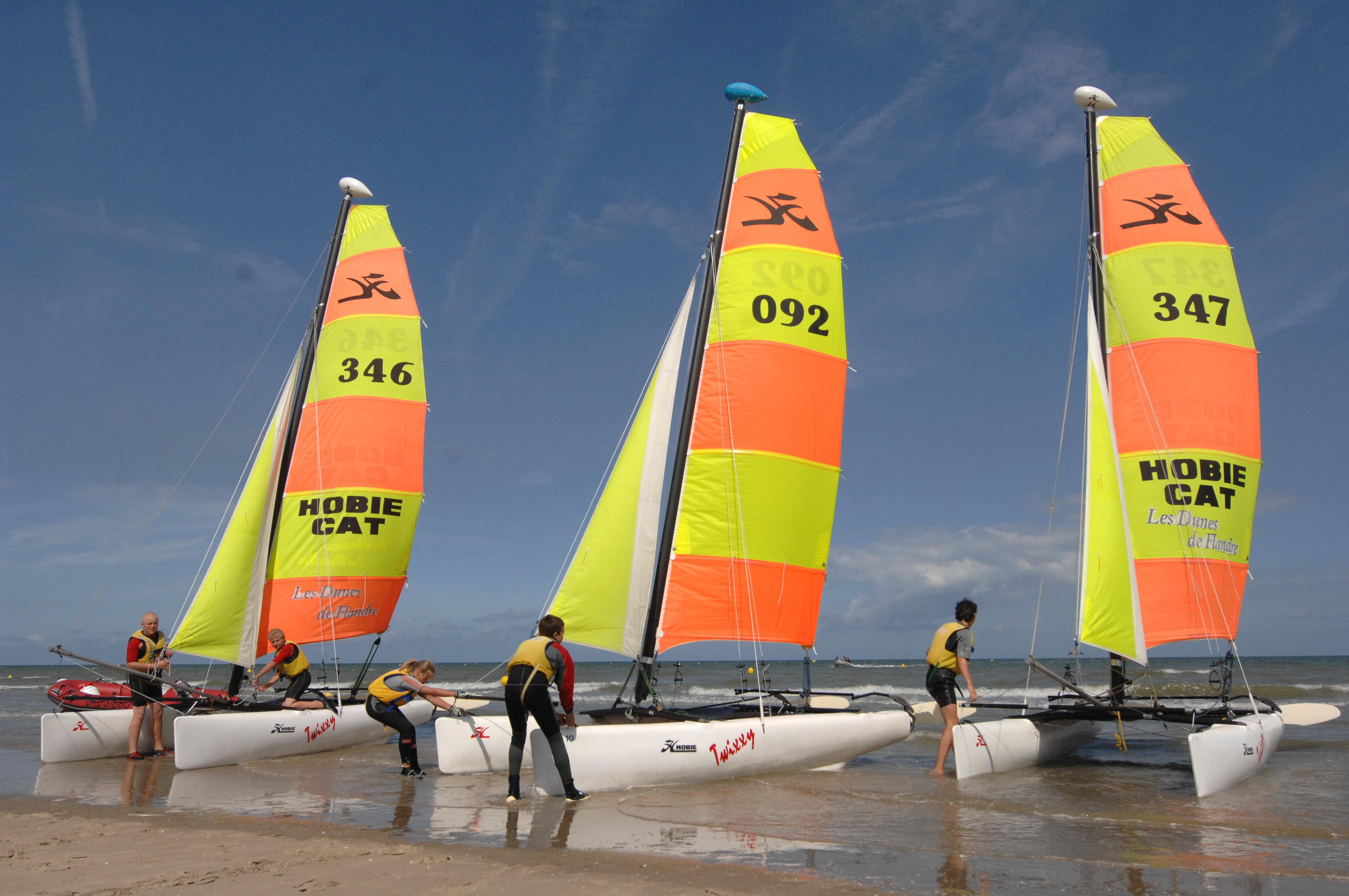
Catamaran à Bray-Dunes.
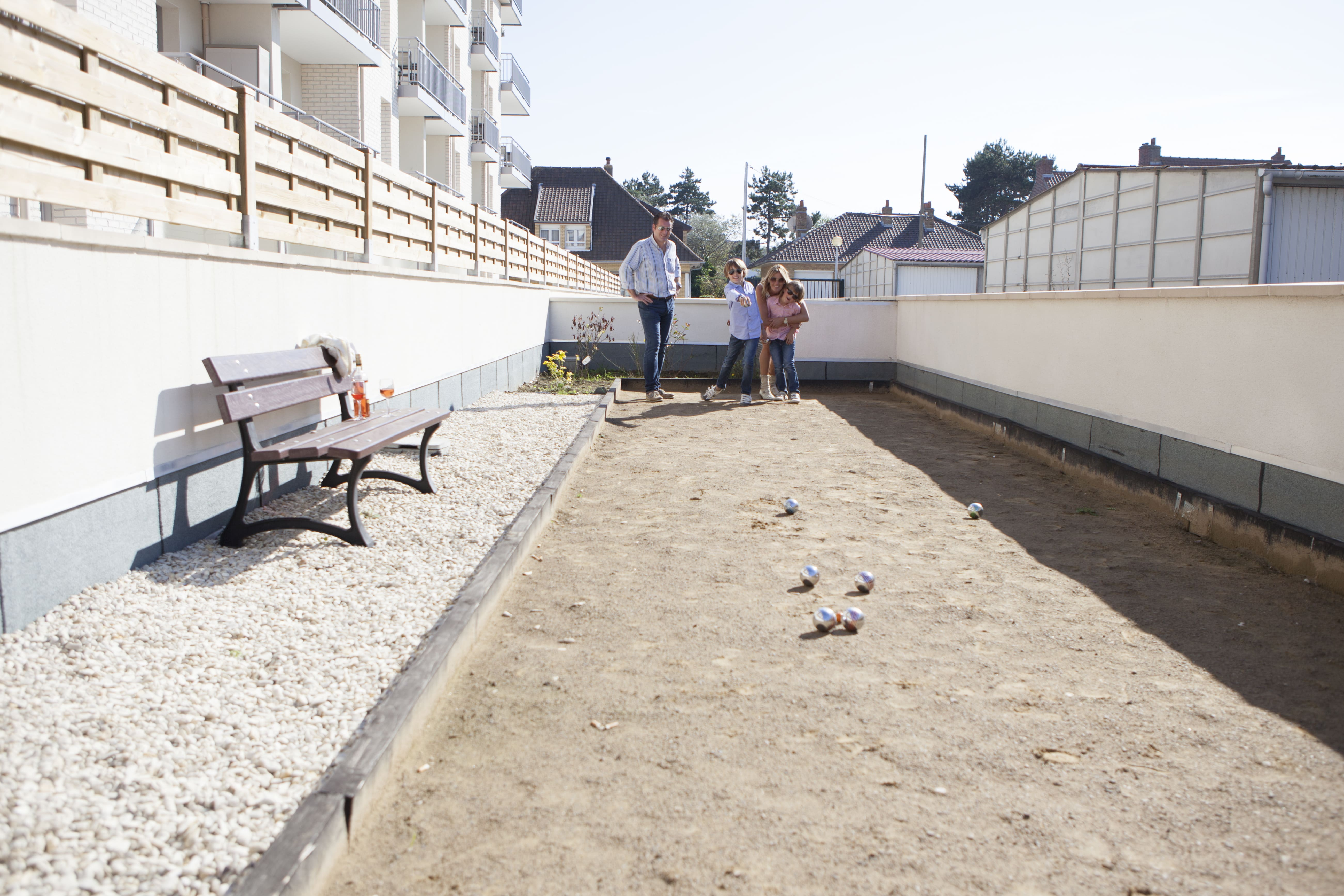
Partie de pétanque.
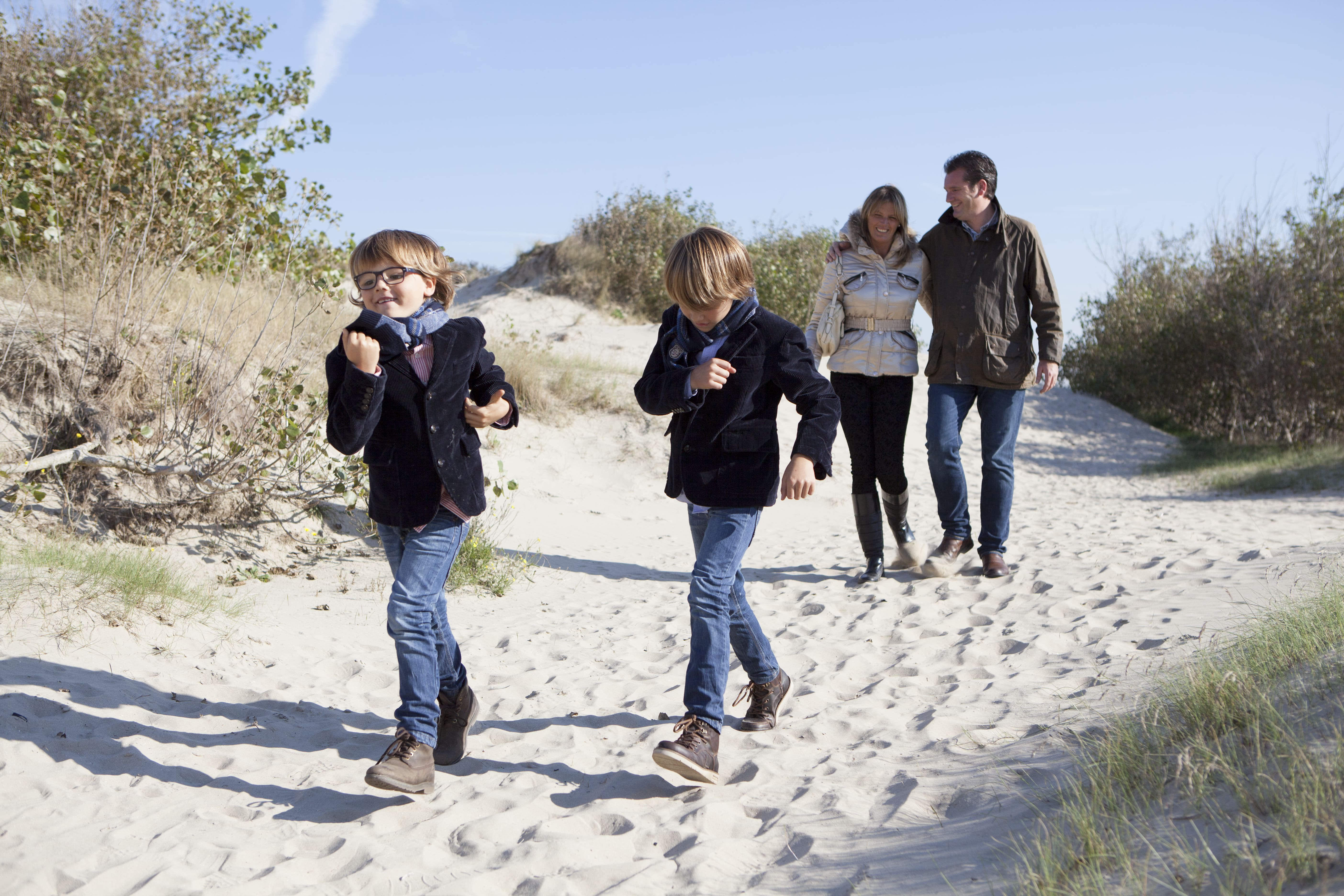
Promenade en famille
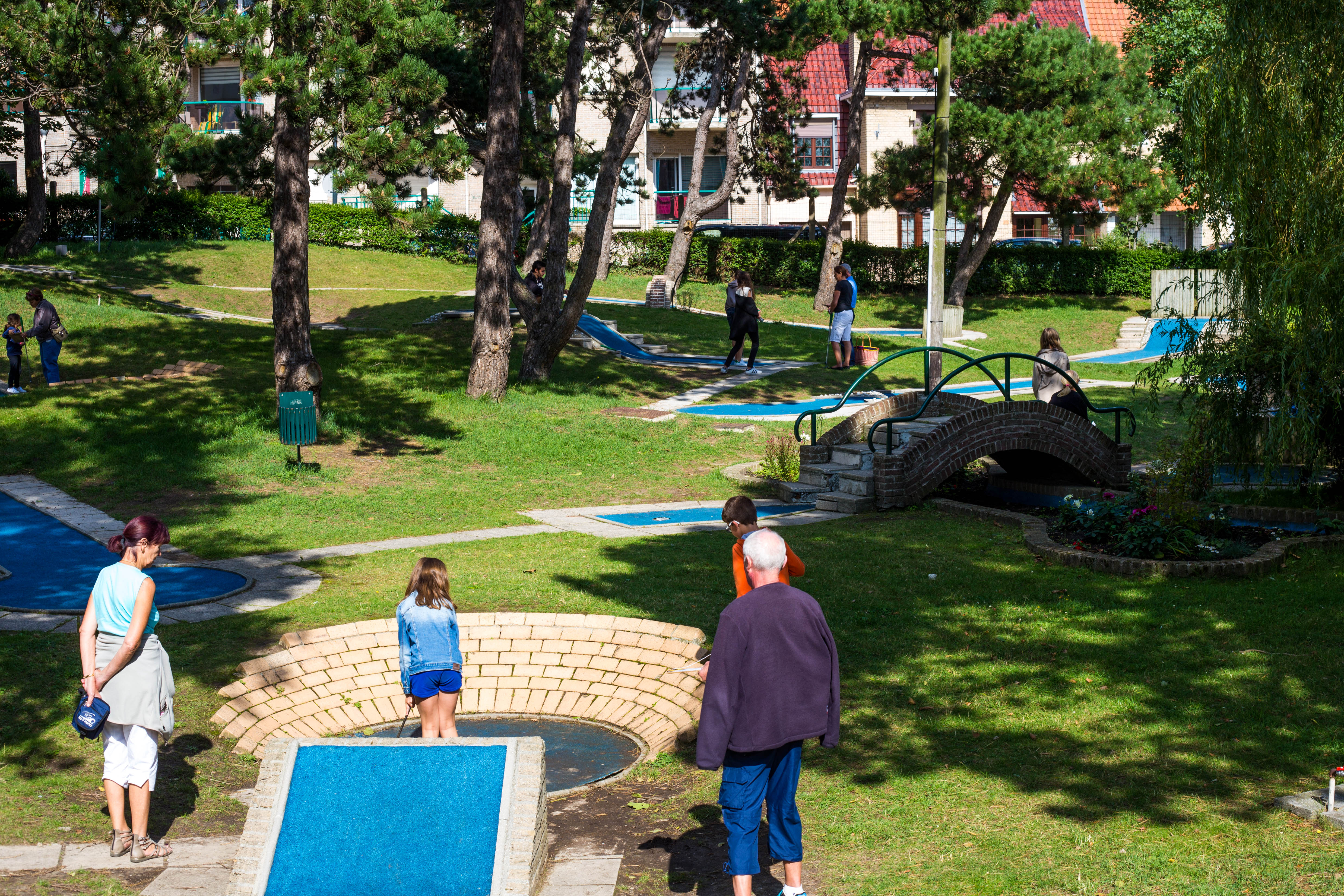
Mini golf de Bray-Dunes.

## Culture et patrimoine

### Lieux et monuments

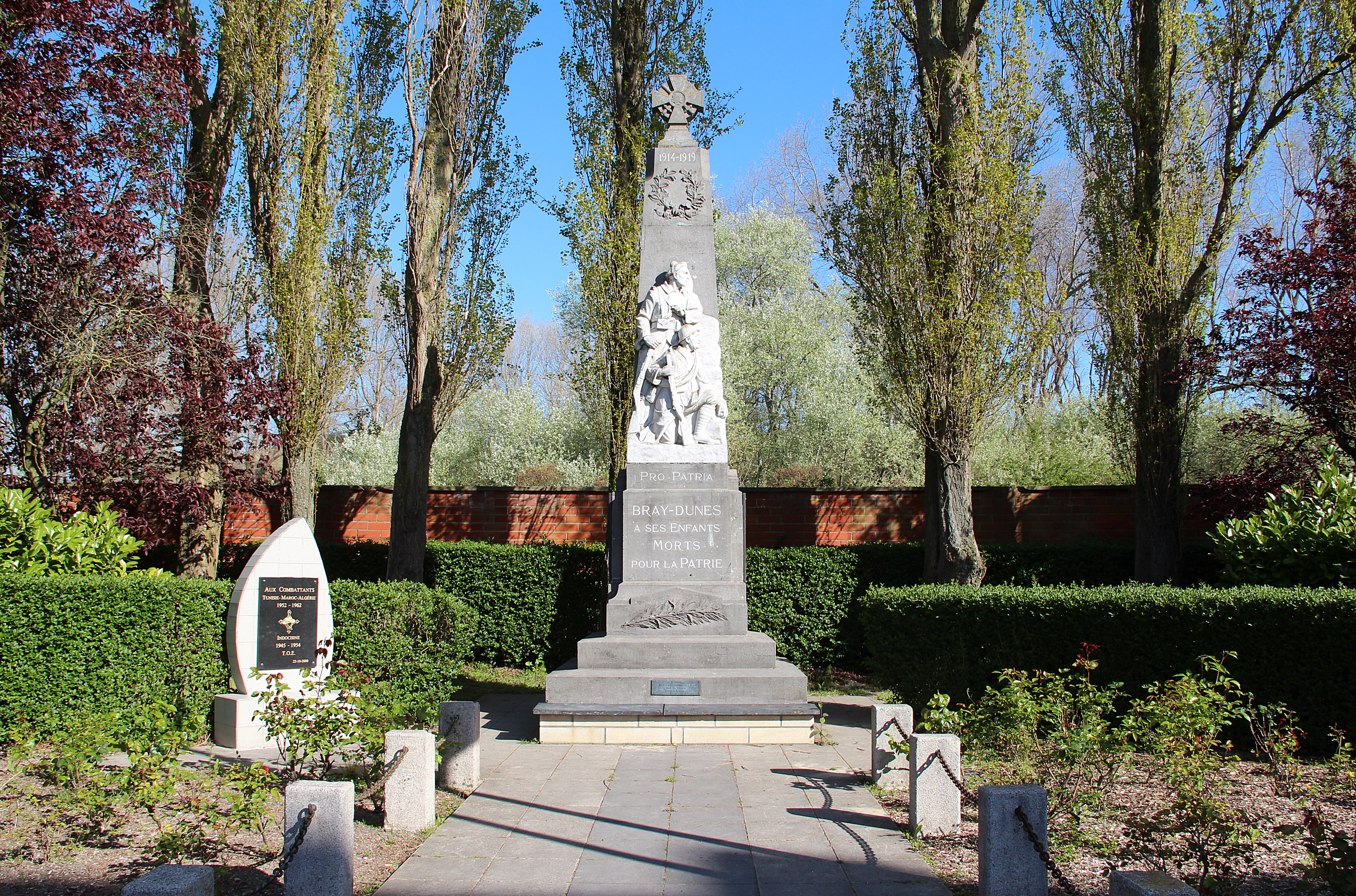
Le monument aux morts.

- Réserve naturelle de la Dune Marchand
- L'ancienne Gare de Bray-Dunes
- Blockhaus allemands sur la plage, vestiges de l'Organisation Todt

### Dans la culture populaire
- « La plage de Malo Bray-Dunes » est évoquée dans la chanson Le Baiser d'Alain Souchon sur son album « Au ras des pâquerettes ».
- Le nom de Bray-Dunes apparaît dans le titre d'une aventure de Corto Maltese, bande dessinée d'Hugo Pratt. Burlesque entre Zuydcoote et Bray-Dunes (tome 19) raconte une histoire d'espionnage et de théâtre d'ombre.
- La ville est citée dans la chanson Bonne fête maman du groupe Marcel & son Orchestre.
- La ville apparait à plusieurs reprises dans le film Week-end à Zuydcoote (Zuydcoote étant une ville voisine), d'après le roman éponyme.
- La ville apparaît assez longuement dans le film Passe ton bac d'abord de Maurice Pialat, qui se déroule à la fin des années 1970 et qui concerne la vie d'adolescents du bassin lensois. On y retrouve alors des images du village, alors peu urbanisé (absence de trottoirs, par exemple), essentiellement dans le secteur plage.
- La ville a fait l'objet en 2019 d'une performance de l'artiste Jean-Noel Vandaele 'Walking Shakespeare in memories'. L'église Notre-Dame des-dunes, le calvaire, la rotonde de la digue de mer, et la dune Marchand ont servi de supports au reportage.

### Personnalités liées à la commune
- Jean-Noël Vandaele, artiste peintre qui vit aux États-Unis, a résidé à Bray-Dunes de 1960 à 1975.

### Héraldique
Du fait de sa séparation avec Ghyvelde et Hondschoote, Bray-Dunes a conservé dans son blason une partie des motifs que l'on retrouve dans les écussons de ces deux communes ; il s'agit de la bande de gueules chargée de trois coquillages.
|  | Les armes de Bray-Dunes se blasonnent ainsi : D'azur à l'ancre d'argent, munie de sa gumène du même accompagnée à senestre d'une étoile d'argent à six rayons, au chef d'hermine, à la bande de gueules chargée de trois coquillages d'Or. |

Drapeau de Bray-Dunes.

« Le Chef d'Hermine » rappelle l'appartenance du territoire d'Hondschoote au comté de Flandre.
Le drapeau de Bray-Dunes se compose de trois bandes horizontales azur, or et sinople.

## Pour approfondir